# Klein Gerstedt
Klein Gerstedt gehört zur Ortschaft Osterwohle und ist ein Ortsteil der Hansestadt Salzwedel im Altmarkkreis Salzwedel in Sachsen-Anhalt.

## Geographie
Das altmärkische Dorf Klein Gerstedt, ein nach Norden und Westen erweitertes Rundplatzdorf mit Kirche auf dem Platz, liegt etwa sechs Kilometer westlich von Salzwedel. Im Süden des Dorfen fließt die Salzwedeler Dumme. Nachbarorte sind Groß Gerstedt, Klein Wieblitz und Bombeck.

## Geschichte

### Mittelalter bis Neuzeit
Im Landbuch der Mark Brandenburg von 1375 wird der Ort als Lutken Gherstede mit 10 Höfen aufgeführt. Weitere Nennungen sind 1608 Luetken gerstedt, 1687 Lütken Gerstede und 1804 Klein Gerstedt.

### Eingemeindungen
Ursprünglich gehörte das Dorf zum Salzwedelischen Kreis der Mark Brandenburg in der Altmark. Zwischen 1807 und 1813 lag es im Stadtkanton Salzwedel auf dem Territorium des napoleonischen Königreichs Westphalen. Ab 1816 gehörte die Gemeinde zum Kreis Salzwedel, dem späteren Landkreis Salzwedel.
Am 1. Oktober 1939 erfolgte der Zusammenschluss der Gemeinden Klein Gerstedt und Groß Gerstedt zur Gemeinde Gerstedt. Mit der Auflösung der Gemeinde Gerstedt durch die Eingemeindung in Osterwohle am 1. Oktober 1972 kam der Ortsteil Klein Gerstedt zu Osterwohle. Bis Ende 2009 gehörte Klein Gerstedt zur eigenständigen Gemeinde Osterwohle und war Mitglied der Verwaltungsgemeinschaft Salzwedel-Land. Durch die Eingemeindung von Osterwohle nach Salzwedel am 1. Januar 2010 kam der Ortsteil Klein Gerstedt zur Stadt Salzwedel und zur neuen Ortschaft Osterwohle.

### Einwohnerentwicklung

#### Gemeinde
| Jahr | Einwohner |
| ---- | --------- |
| 1734 | 044       |
| 1774 | 044       |
| 1789 | 052       |
| 1798 | 057       |
| 1801 | 057       |
| 1818 | 048       |
| 1840 | 107       |
| 1864 | 118       |
| 1871 | 105       |

| Jahr | Einwohner |
| ---- | --------- |
| 1885 | 099       |
| 1892 | [0]103    |
| 1895 | 084       |
| 1900 | [0]068    |
| 1905 | 085       |
| 1910 | [0]083    |
| 1925 | 085       |
| 1939 | 092       |

Quelle, wenn nicht angegeben, bis 1939:

#### Ortsteil
| Jahr | Einwohner |
| ---- | --------- |
| 2010 | [0]61     |
| 2014 | [00]56    |
| 2015 | [00]69    |
| 2020 | [00]59    |
| 2021 | [00]56    |
| 2022 | [00]59    |
| 2023 | [0]56     |

## Religion
Die evangelische Kirchengemeinde Klein Gerstedt, die früher zur Pfarrei Bombeck gehörte, wird heute betreut vom Pfarrbereich Osterwohle-Dähre im Kirchenkreis Salzwedel im Bischofssprengel Magdeburg der Evangelischen Kirche in Mitteldeutschland.

## Kultur und Sehenswürdigkeiten
- Die evangelische Dorfkirche Klein Gerstedt ist ein spätromanischer Feldsteinbau. Sie ist eine Filialkirche der Kirchengemeinde in Bombeck.[13]
- Der Ortsfriedhof ist auf dem Kirchhof.
- Das vom Bildhauer Carl Mettel erbaute Kriegerdenkmal wurde aus Feldsteinen erbaut und 1921 eingeweiht. Der Monolith ist ein Findling, der in „Kohede’s Plan“ in Laus (Gebiet ca. 2 km nördlich der Ortschaft) gefunden wurde. Im Fundament des Denkmals wurde eine Urkunde, welche die Wirtschaftsleistung des Dorfes beschreibt, in eine Flasche eingemauert.[15][16]